# Hrabstwo Mecklenburg (Wirginia)

Piramida wieku hrabstwa

Hrabstwo Mecklenburg – hrabstwo w USA, w stanie Wirginia, według spisu z 2000 roku liczba ludności wynosiła 32380. Siedzibą hrabstwa jest Boydton.

## Geografia
Według spisu hrabstwo zajmuje powierzchnię 1759 km², z czego 1616 km² stanowią lądy, a 143 km² – wody.

### Miasta
- Boydton
- Chase City
- Clarksville
- La Crosse
- South Hill

### CDP
- Baskerville
- Bracey
- Fairview
- Thynedale
- Union Level